# Raymond Geerts
Raymond Geerts (Sint-Niklaas, 1º dicembre 1959) è un compositore e chitarrista belga, noto per esser stato il cofondatore degli Hooverphonic.

## Biografia
Raymond si avvicina alla musica in giovane età, iniziando a suonare la batteria e in seguito anche la chitarra elettrica. Lavora per 17 anni come revisore fiscale, ma nel 1991 incontra a una festa Alex Callier con il quale fonderà insieme a Esther Lybeert e Frank Duchêne gli Hooverphonic e darà inizio alla sua carriera musicale.

## Influenze musicali
I suoi modelli musicali spaziano da The Brian Setzer Orchestra, The Sweet, Pink Floyd, Chris Isaak, Cousteau, Goldfrapp, David Sylvian, Portishead, Serge Gainsbourg e Fiona Apple.